# Superliga 2 Masculina de Voleibol de España 2019-20
La Superliga 2 Masculina de Voleibol de España 2019-20 (también conocida como SVM 2 o Superliga 2) es la segunda máxima categoría del voleibol español. Consta de dos fases: la liga regular que se compone de dos grupos (A y B) y la fase final que enfrenta a los mejores de ambos grupos. El torneo lo organiza la Real Federación Española de Voleibol (RFEVb).

## Equipos

### Grupo A
| Club                          | Sede                   | Comunidad autónoma | Pabellón                               |
| ----------------------------- | ---------------------- | ------------------ | -------------------------------------- |
| Voleibol Dumbría              | Dumbria                | Galicia            | Pabellón Municipal O Conco             |
| Rotogal Boiro Voleibol        | Boiro                  | Galicia            | A Cachada                              |
| Arona Paradise Park           | Santa Cruz de Tenerife | Islas Canarias     | Pabellón Jesús Domínguez Grillo        |
| Club Vigo Voleibol            | Vigo                   | Galicia            | Polideportivo Municipal de Coia        |
| Extremadura Grupo Laura Otero | Miajadas               | Extremadura        | Pabellón Municipal de Miajadas         |
| CyL Palencia 2020             | Palencia               | Castilla y León    | Campo de la Juventud                   |
| Extremadura Apart. MM Badajoz | Badajoz                | Extremadura        | Pabellón Las Palmeras                  |
| Intasa San Sadurniño          | San Sadurniño          | Galicia            | Pabellón Municipal de San Sadurniño    |
| Extremadura Cáceres PH        | Cáceres                | Extremadura        | Pabellón Multiusos Ciudad de Cáceres   |
| Calasancias Coruña            | La Coruña              | Galicia            | Polideportivo Barrio de Las Flores     |
| CV Bruxas                     | Armes                  | Galicia            | Polideportivo Municipal de Bertamirans |
| CV Collado Villalba           | Collado Villalba       | Madrid             | Polideportivo Municipal Kike Blás      |

### Grupo B
| Club                        | Sede      | Comunidad autónoma   | Pabellón                                   |
| --------------------------- | --------- | -------------------- | ------------------------------------------ |
| Barça Voleibol              | Barcelona | Cataluña             | Parc Esportiu Llobregat                    |
| Tarragona SPSP              | Tarragona | Cataluña             | Pabellón Municipal de Sant Pere i Sant Pau |
| VP Madrid                   | Madrid    | Madrid               | CDM Entrevías                              |
| Servigroup Benidorm         | Benidorm  | Comunidad Valenciana | Pabellón Raúl Mesa                         |
| cvleganes.com               | Leganés   | Madrid               | Pabellón Emilia Pardo Bazán                |
| Michelin Mintonette Almería | Almería   | Andalucía            | Palacio Juegos del Mediterráneo            |
| Cisneros Alter              | La Laguna | Islas Canarias       | Colegio Cisneros Alter                     |
| CV Mediterráneo Castellón   | Castellón | Comunidad Valenciana | Pabellón Pablo Herrera                     |
| CV Pizarra                  | Pizarra   | Andalucía            | Polideportivo Dani Pacheco                 |
| Familycash Xátiva Voleibol  | Játiva    | Comunidad Valenciana | Pabellón Municipal de Játiva               |
| Grupo Egido Pinto           | Pinto     | Madrid               | Pabellón Príncipes de Asturias             |
| Voleibol Mundet             | Barcelona | Cataluña             | Pabellón Municipal del Carmel              |

## Clasificación

### Grupo A
| | Equipo                        | Puntos | J  | G3 | G2 | P1 | P0 | SF | SC | PF   | PC   |
| --- | ----------------------------- | ------ | -- | -- | -- | -- | -- | -- | -- | ---- | ---- |
| 1 | Rotogal Boiro Voleibol        | 49     | 19 | 13 | 5  | 0  | 1  | 55 | 18 | 1719 | 1489 |
| 2 | Voleibol Dumbría              | 49     | 19 | 16 | 0  | 1  | 2  | 51 | 14 | 1601 | 1404 |
| 3 | Arona Paradise Park           | 41     | 19 | 12 | 1  | 3  | 3  | 47 | 24 | 1658 | 1507 |
| 4 | Extremadura Cáceres PH        | 37     | 19 | 10 | 3  | 1  | 5  | 42 | 26 | 1562 | 1464 |
| 5 | CyL Palencia 2020             | 36     | 19 | 10 | 2  | 2  | 5  | 43 | 28 | 1658 | 1499 |
| 6 | Extremadura Apart. MM Badajoz | 30     | 19 | 9  | 1  | 1  | 8  | 36 | 33 | 1564 | 1539 |
| 7 | Club Vigo Voleibol            | 28     | 19 | 8  | 1  | 2  | 8  | 36 | 36 | 1639 | 1623 |
| 8 | Intasa San Sadurniño          | 25     | 19 | 8  | 0  | 1  | 10 | 30 | 39 | 1553 | 1565 |
| 9 | Extremadura Grupo Laura Otero | 19     | 19 | 5  | 1  | 2  | 11 | 27 | 43 | 1494 | 1575 |
| 10 | CV Collado Villalba           | 13     | 19 | 2  | 2  | 3  | 12 | 21 | 50 | 1458 | 1658 |
| 11 | Calasancias Coruña            | 12     | 19 | 4  | 0  | 0  | 15 | 17 | 48 | 1304 | 1541 |
| 12 | CV Bruxas                     | 3      | 19 | 1  | 0  | 0  | 18 | 9  | 55 | 1228 | 1574 |
| Fuente: Federación Española de Voleibol: Clasificación de la Superliga Masculina 2 - Grupo A; actualización automática |                               |        |    |    |    |    |    |    |    |      |      |

### Grupo B
| | Equipo                      | Puntos | J  | G3 | G2 | P1 | P0 | SF | SC | PF   | PC   |
| --- | --------------------------- | ------ | -- | -- | -- | -- | -- | -- | -- | ---- | ---- |
| 1 | Barça Voleibol              | 60     | 20 | 20 | 0  | 0  | 0  | 60 | 4  | 1590 | 1176 |
| 2 | Tarragona SPSP              | 50     | 19 | 16 | 1  | 0  | 2  | 52 | 11 | 1514 | 1202 |
| 3 | cvleganes.com               | 37     | 19 | 11 | 1  | 2  | 5  | 41 | 27 | 1574 | 1493 |
| 4 | Voley Playa Madrid          | 36     | 19 | 8  | 4  | 4  | 3  | 45 | 33 | 1734 | 1668 |
| 5 | CV Mediterráneo Castellón   | 31     | 19 | 9  | 2  | 0  | 8  | 38 | 33 | 1588 | 1558 |
| 6 | Familycash Xátiva Voleibol  | 27     | 19 | 7  | 1  | 4  | 7  | 32 | 38 | 1528 | 1542 |
| 7 | Michelin Mintonette Almería | 22     | 20 | 5  | 2  | 3  | 10 | 30 | 47 | 1629 | 1754 |
| 8 | CV Pizarra                  | 21     | 19 | 5  | 3  | 0  | 11 | 29 | 42 | 1470 | 1609 |
| 9 | Servigroup Benidorm         | 18     | 19 | 4  | 2  | 2  | 11 | 27 | 44 | 1504 | 1588 |
| 10 | Voleibol Mundet             | 17     | 19 | 5  | 1  | 0  | 13 | 25 | 45 | 1527 | 1667 |
| 11 | Grupo Egido Pinto           | 15     | 19 | 4  | 1  | 1  | 13 | 23 | 45 | 1447 | 1582 |
| 12 | CISNEROS ALTER              | 11     | 19 | 3  | 0  | 2  | 14 | 18 | 51 | 1374 | 1640 |
| Fuente: Federación Española de Voleibol: Clasificación de la Superliga Masculina 2 - Grupo B; actualización automática |                             |        |    |    |    |    |    |    |    |      |      |

- Datos: Q70883200